# Тукан жовтошиїй
Тукан жовтошиїй (Ramphastos ambiguus) — вид дятлоподібних птахів родини туканових (Ramphastidae).

## Поширення
Вид поширений у Центральній і Південній Америці від південно-східного Гондурасу та на схід до півночі Венесуели і на південь до Перу. Цей вид адаптований до найрізноманітніших місць проживання, від рівнин до гірських тропічних та субтропічних лісів. Живе на висоті 100—2400 м.

## Опис
Великий тукан, завдовжки 53-56 см і вагою між 620 і 740 г. Його оперення переважно чорне з коричневими кінчиками від маківки до верхньої частини спини; пір'я на верхівці хвоста кремового кольору; під хвостом червоне; червоні груди. Дзьоб завдовжки близько 18 см, трохи коротший у самиці, з чорною лінією навколо основи, зеленою або жовтуватою верхньою частиною та чорною нижньою. Шкіра навколо очей блакитна, блідо-зелена або жовтувато-зелена.

## Спосіб життя
Живе під пологом лісу. Гніздиться в дуплах або на гілках дерев. Харчується плодами, безхребетними, а також яйцями і пташенятами.

## Підвиди
Включає три підвиди:
- R. a. swainsonii (Gould, 1833) — від південного сходу Гондурасу до західного Еквадору.
- R. a. ambiguus Swainson, 1823 — на південному заході Колумбії до південно-центрального Перу
- R. a. abbreviatus Cabanis, 1862 — на північному сході Колумбії та на півночі Венесуели